# فرودگاه محلی واترلو
فرودگاه محلی واترلو  (به انگلیسی: Waterloo Regional Airport) یک فرودگاه همگانی باربری با کد یاتا ALO است که یک باند فرود آسفالت دارد و طول باند آن ۲۵۶۰ متر است. این فرودگاه در کشور ایالات متحده آمریکا قرار دارد و در ارتفاع ۲۶۶ متری از سطح دریا واقع شده است.